# 庾旉
庾旉（?—?），字允臧，颍川郡鄢陵县（今河南省鄢陵县西北）人，西晋政治人物。庾纯的儿子。
庾旉年轻时有清节。晋武帝时为博士。晋武帝以齐王司马攸出就齐国，命礼官议崇锡之物，庾旉与太叔廣等上表劝谏，以为齐王不应就国，请求留下齐王辅政。武帝大怒，认为他答非所问，事下有司。廷尉刘颂奏庾旉大不敬，当弃市。尚书夏侯骏等力救，武帝下诏免死，得免官除名。几年后，起复为散骑侍郎。官至终国子祭酒。